# Tarier de Hodgson
Saxicola insignis
Espèce
Statut de conservation UICN

 VU C2a(ii) : Vulnérable
Le Tarier de Hodgson (Saxicola insignis) est une espèce de passereaux. Il est dénommé en l'honneur de Brian Houghton Hodgson.
Cet oiseau peuple l'ouest de la Mongolie ; il hiverne à travers la Savane et prairies du Terraï et des Douars.